# 藤本有紀
藤本 有紀（ふじもと ゆき、1967年12月29日 - ）は、日本の脚本家。兵庫県出身。

## 略歴
コメディの台本、劇団カクスコ作品などの舞台脚本等を手掛けた後、1999年にフジテレビ系『鬼の棲家』の脚本でデビュー。主にテレビドラマの脚本を手がけ、2007年にはNHK連続テレビ小説『ちりとてちん』、2012年にはNHK大河ドラマ『平清盛』の脚本を担当した。
2016年には近松門左衛門の生涯を描いたNHK木曜時代劇『ちかえもん』の脚本により第34回向田邦子賞を受賞。時代劇の脚本として初となる同賞受賞であり、「脚本家としてのオリジナリティー、出力といった力を持っている」との評により、選考委員の全員一致による選出となった。
2021年度後期の連続テレビ小説『カムカムエヴリバディ』で2度目のNHK連続テレビ小説の脚本を手掛け、芸術選奨文部科学大臣賞を受賞した。
作品中で使われる楽曲の作詞や脚本のノベライズを手がけたこともある。

## 作風
『名探偵赤冨士鷹』や『ちりとてちん』では、本歌取とでもいうべき手法で手腕を発揮した。特に後者では物語の構成や登場人物の設定に上方落語の内容を取り入れた。
『ちりとてちん』では「周囲の人物も誰もがヒロインが大好きで、ドジで明るくて、トラブルがあってもヒロインのおかげで解決していく」という朝ドラ定番のヒロイン像を覆す、「すぐに弱音を吐いて、後ろ向きな性格」という“負”の面を持ったかつてない斬新なヒロイン像を描いた。『ちりとてちん』『平清盛』ともに人間の多面性や人間関係の描き方が秀逸であり、「脚本が作り込まれている」「全話に重要なキーワードが散りばめられている」「情報量が多い」「多くの登場人物がみんな“生きている”」「長い長い伏線を最後に回収する快感」といった特徴から継続視聴する視聴者はどんどんのめり込こんで熱狂的な視聴者も生み出す一方で、「途中参加ができない」「ながら観ができない」といった側面から視聴率が伸び悩む原因ともなると推察されている。
大阪弁の言葉遊びを用いておもしろおかしく脚本化した『ちかえもん』では、近松が現代語を話す、昭和の名曲を替え歌で口ずさむなど一風変わったキャラクターや台詞で注目を集め、第34回向田邦子賞の選考においては「言葉がはねていて流れが良い」「言葉で遊んで人をたぐり寄せる力があった」との評を受けた。

## 主な作品

### テレビドラマ
- 鬼の棲家（1999年1月12日 - 3月23日、フジテレビ）
- 二千年の恋（2000年1月10日 - 3月20日、フジテレビ）
- JJママ!（2000年、BSフジ）
- ラブ・レボリューション（2001年4月 - 2001年6月、フジテレビ）
- 天才柳沢教授の生活（2002年10月16日 - 12月11日、フジテレビ）
- ソナギ〜雨上がりの殺意〜（2002年11月1日、フジテレビ）
- 東京ラブ・シネマ （2003年4月14日 - 6月30日、フジテレビ）
- ミニモニ。でブレーメンの音楽隊（2004年1月10日 - 3月27日、NHK）
- 愛と友情のブギウギ（2005年3月28日 - 5月5日、NHK）
- 花より男子（2005年10月 - 12月 TBS）1話、5話、7話
- 名探偵赤冨士鷹（2005年12月29日・30日、NHK）
- ギャルサー（2006年4月15日 - 6月24日、日本テレビ）
- 人生はフルコース（2006年7月、NHK）
- ご近所探偵・五月野さつき（2007年4月、TBS）
- 連続テレビ小説（NHK）
  - ちりとてちん（2007年10月 - 2008年3月）
    - ちりとてちん外伝「まいご3兄弟」（2008年7月25日）

  - カムカムエヴリバディ（2021年11月1日 - 2022年）[5]
- Q.E.D. 証明終了（2009年1月8日 - 3月12日、NHK）
- 本日も晴れ。異状なし（2009年1月18日 - 3月15日、TBS）
- 土曜時代劇 咲くやこの花（2010年1月9日 - 3月27日、NHK）
- うなぎパイドラマスペシャル 誰(タレ)よりも君を愛す!（2011年4月、テレビ静岡）
- 大河ドラマ 平清盛（2012年、NHK）
- 土曜ドラマ 夫婦善哉（2013年8月24日 - 9月14日、NHK）
- 生きたい たすけたい（2014年3月、NHK）
- 木曜時代劇 ちかえもん（2016年1月14日 - 3月3日、NHK）[10]
- スーパープレミアム 漱石悶々 夏目漱石最後の恋 京都祇園の二十九日間（2016年12月10日、NHK BSプレミアム）
- 土曜時代ドラマ みをつくし料理帖（2017年5月13日 - 7月8日、NHK）[11]
  - 土曜ドラマ みをつくし料理帖スペシャル（2019年12月14日 - 12月21日、NHK総合）
- 8Kスペシャルドラマ 浮世の画家（2019年3月24日/3月30日、NHK BS8K/NHK総合）[12]
- 雪国-SNOW COUNTRY-（2022年4月16日、NHK BSプレミアム）

### ラジオドラマ
- 青春アドベンチャー 電気女護島 エレクトリック・レディランド（1998年2月16日 - 2月27日、NHK-FM）

### 映画
- 居眠り磐音（2019年5月17日公開）

### 舞台
- 劇団カクスコ作品（1997年 - 2001年）
- 立身出世劇場 『カンツラ一代』（2000年）、『抱き寝のヅーフ』（2002年）
- 西へ行く 『番長、西へ行く』（1999年、原案）、『カラス、西へ行く』（2000年）
- LOVE30 VOL.3 「しゃぼん」（2009年6月 - 7月、PARCO劇場 他）[13]
- だいこん役者（2016年7月1日 - 20日、新歌舞伎座）
- COCOON PRODUCTION 2021＋大人計画「パ・ラパパンパン」（2021年11月3日 - 28日、シアターコクーン）

## 書籍
- ミニモニ。でブレーメンの音楽隊（2004年4月1日、ぺんぎん書房、ISBN 978-4901978224）[注 1]

## 受賞
- 第34回向田邦子賞（『ちかえもん』）[14][15]
- 第111回ザテレビジョンドラマアカデミー賞 脚本賞[16]
- 東京ドラマアウォード2022 脚本賞（『カムカムエヴリバディ』』）[17]
- 第73回芸術選奨文部科学大臣賞（『カムカムエヴリバディ』）[18]